# Toogoom
Toogoom – miasto w Australii, w stanie Queensland, nad Oceanem Spokojnym.